# Área de Proteção Ambiental Serra da Mantiqueira
A Área de Proteção Ambiental Serra da Mantiqueira (APA da Serra da Mantiqueira) está localizada nos estados de Minas Gerais, Rio de Janeiro e São Paulo na região sudeste do Brasil. O bioma predominante é o da Mata Atlântica.
30 municípios de três estados brasileiros (Minas Gerais, Rio de Janeiro e São Paulo) estão parcialmente contidos na APA da Serra da Mantiqueira:

- Minas Gerais

1. Santa Rita de Jacutinga
2. Marmelópolis
3. Passa Quatro
4. Passa Vinte
5. Aiuruoca
6. Alagoa
7. Baependi
8. Bocaina de Minas
9. Delfim Moreira
10. Itamonte
11. Itanhandu
12. Liberdade
13. Piranguçu
14. Pouso Alto
15. Virgínia
16. Venceslau Brás
17. Itajubá

- Estado do Rio de Janeiro

1. Resende
2. Itatiaia

- Estado de São Paulo

1. Campos do Jordão
2. Cruzeiro
3. Lavrinhas
4. Pindamonhangaba
5. Piquete
6. Queluz
7. Santo Antônio do Pinhal
8. São Bento do Sapucaí
9. Guaratinguetá
10. Lorena